# 解剖
解剖是指將人或動物、植物的身體切割開，以觀察其內部的器官和組織。在病理学及法醫學都會透過驗屍來確認死因。在中學或是醫學院中也會在生物學或是解剖学中進行解剖。較基礎的課程多半解剖較小隻的動物，如放在甲醛中保存的小動物。進階的課程一般會用屍體來解剖。一般來說，解剖會在殮房或是解剖實驗室中進行。
長久已來，解剖就是研究解剖学的主要方法之一。而目前也有其他的方式來取代實際的解剖，例如配合電腦模型進行虛擬解剖。

## 簡介

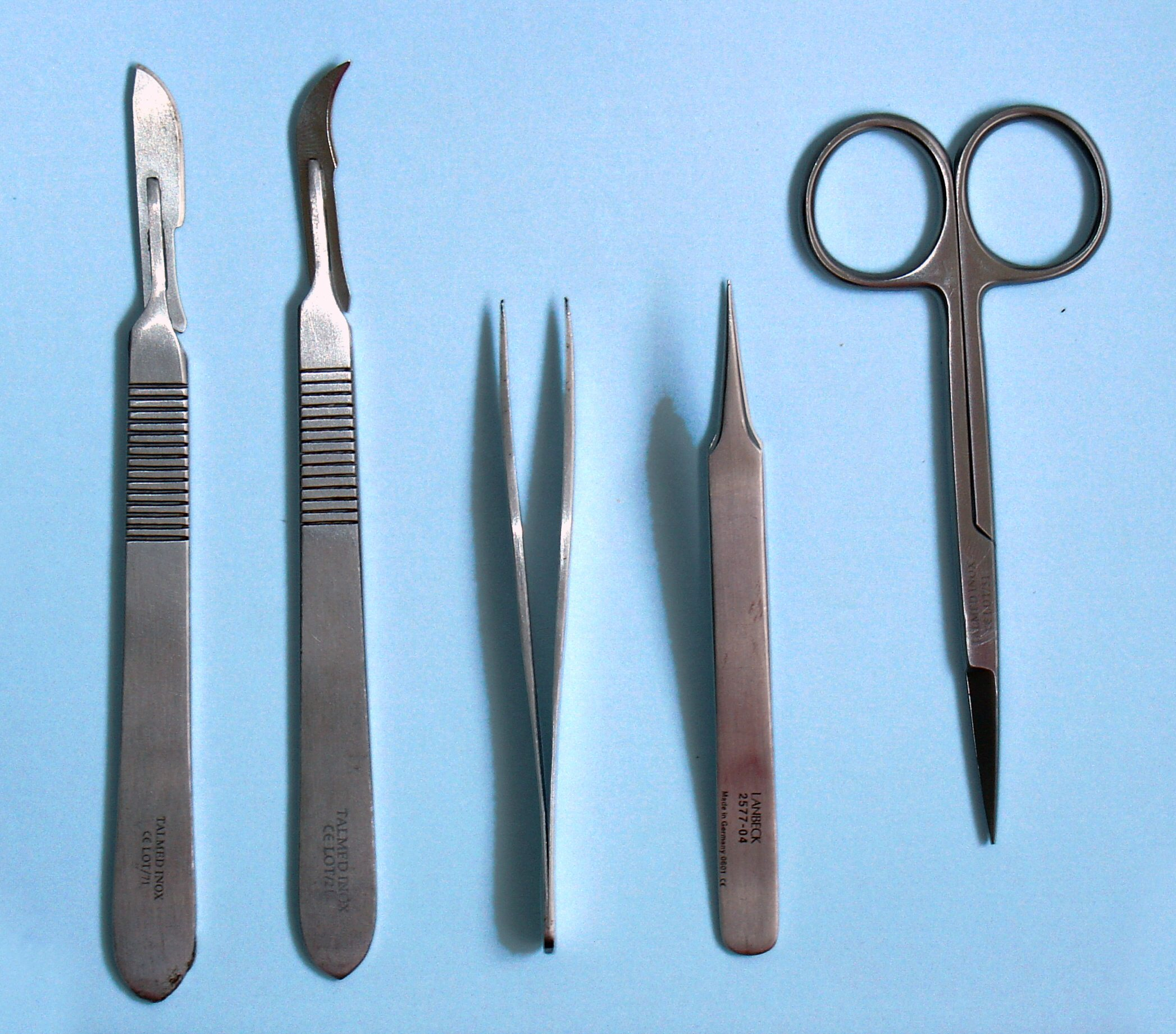
解剖的工具。從左到右分別是：20號及12號的手术刀、二隻鑷子和剪刀

解剖動物體及植物體有助於分析其結構以及各部份的機能。生物学、植物学、动物学及兽医学的學生需要進行解剖實習。在醫學院中，學生會透過解剖屍體來學習解剖学。
在驗屍過程中，會透過解剖來判斷死亡原因，也是司法科学醫學中的一部份。
解剖人類屍體的一個重要原則是避免從屍體上感染疾病。預防疾病傳播的方式有穿載適當的防護衣物、確認環境的清潔、消毒措施，並且對要解剖的屍體進行預處理，確認是否有HIV及肝炎病毒存在。屍體的解剖會在太平間或解剖學實驗室中進行。若有需要，也會評估屍體標本的種類。有些標本是為了訓練的目的，在死亡後幾天就進行解剖，還保留部份活組織的特性。其他種類的標本會存放在像是甲醛之類的保存液中，而且由經驗豐富的解剖學家進行預解剖，有時也會經由实验室助手的協助。這個準備工作稱為解剖示教。

## 法律限制
古代對於人体解剖，在中西方都有法律禁止或加以限制。例如在中國：《唐律疏议》〈贼盗篇二〉「残害死尸条」有规定：“「残害死尸」謂支解形骸，割絕骨體及焚燒之類，“及棄屍水中者各减斗杀罪一等”謂合死者，死上减一等；应流者，流上减一等之類；注云‘緦麻以上尊长不減’谓殘害及棄屍水中，各依鬥殺合斬，不在減例。